# 藕池镇
藕池镇，是中华人民共和国湖北省荆州市公安县下辖的一个乡镇级行政单位。

## 行政区划
藕池镇下辖以下地区：
人民社区、民主社区、酒城社区、新口社区、杨林寺村、城乡村、太阳村、幸福村、合兴村、高家场村、高洪村、五星村、合丰村、项岭村、新乐村、积玉口村、六合垸村和扁担湖渔场生活区。